# Bahnhof Gelsenkirchen-Buer Süd
Gelsenkirchen-Buer Süd ist ein ehemaliger Bahnhof und heutiger Haltepunkt im Gelsenkirchener Stadtteil Beckhausen. Benannt ist er nach der ehemaligen Stadt Buer.

## Lage und Aufbau
Die Betriebsstelle befindet sich im Streckenkilometer 5,106 der Strecke 2236 Gelsenkirchen-Bismarck – Dorsten – Borken (Westf). Der Haltepunkt verfügt über einen 94 Meter langen Bahnsteig mit einer Höhe von 16 Zentimetern und ist nicht barrierefrei ausgebaut. Der Zugang erfolgt über die Straße Am Bahnhof Süd, einer Querstraße der Horster Straße oder über einen kurzen Fußweg direkt von dieser. Sie wird südlich des Haltepunkts an einem Bahnübergang gekreuzt. Da im Zuge dieser Hauptverbindung von Buer die – hier eingleisige – Linie 301 der Bochum-Gelsenkirchener Straßenbahn verläuft, ist der Bahnübergang zusätzlich mit Deckungssignalen gesichert. Die Hauptsignale und der Bahnübergang sind in der Zuständigkeit des Stellwerks Gbf im Bahnhof Gelsenkirchen-Bismarck.

## Geschichte
Beim Bau der Strecke durch die Niederländisch-Westfälische Eisenbahn-Gesellschaft (Nederlandsch-Westfaalsche Spoorweg-Maatschappij; NWE/NWS) musste auf Grund des Vestischen Höhenrückens im Südabschnitt auf eine direkte Streckenführung über Buer verzichtet werden. Die Trasse holte daher weiter nach Südwesten Richtung Gladbeck aus, der Haltepunkt für Buer entstand in der nahegelegenen Bauerschaft Beckhausen. Die NWE verwies die Stadt zudem darauf, dass bei einer ortsnahen Trassierung die Anbindung des Bergwerkes Hugo erschwert würde und sowohl die Zeche Graf Moltke in Gladbeck als auch die Zeche Nordstern in Gelsenkirchen gar nicht angeschlossen werden könnten. Gegen eine finanzielle Entschädigung erklärte sich die Gesellschaft zwar bereit, den Verlauf abzuändern, doch weigerte sich Buer, diese zu leisten. Einen Einspruch der Gemeinde lehnte das preußische Handelsministerium am 23. Mai 1878 ab.

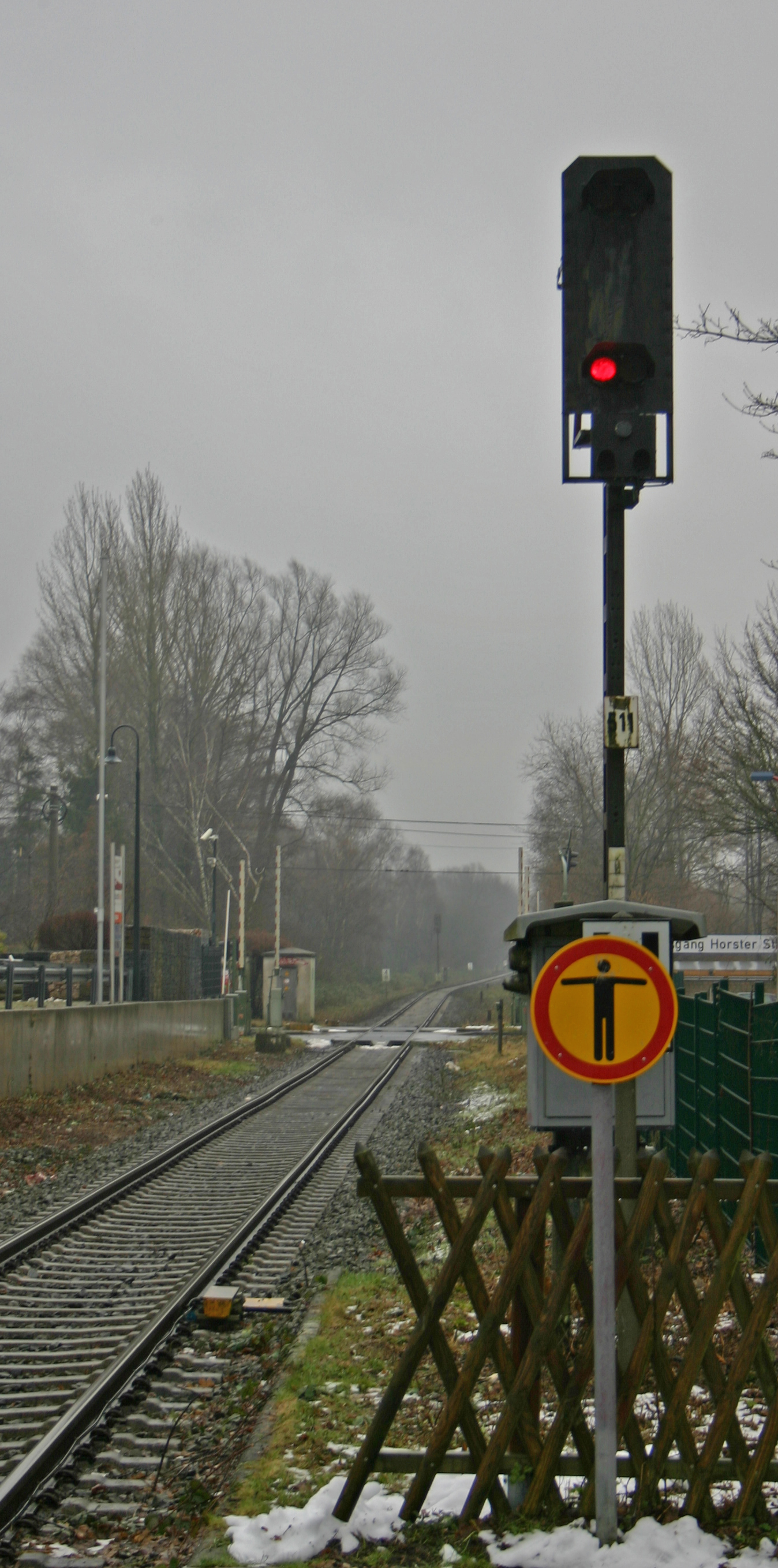
Deckungssignal 511 in Fahrtrichtung Gelsenkirchen-Bismarck, im Hintergrund der Bahnübergang Horster Straße, 2015

Der Betrieb wurde am 21. Juni 1880 planmäßig aufgenommen. Die Betriebsführung oblag zunächst vertraglich der Bergisch-Märkischen Eisenbahn-Gesellschaft (BME) bis 1882, die Strecke selbst wurde 1889 verstaatlicht. Nach der Verstaatlichung befand sich der Bahnhof anfangs im Direktionsbezirk der Königlichen Eisenbahn-Direktion (KED) Elberfeld, dann ab 1890 im Bezirk der KED Cöln rechtsrheinisch, aus der 1895 die KED Essen wurde. Der Bahnhof entstand in einer Talsenke und war für den Anschluss zur Zeche Hugo mit sechs Gleisen ausgestattet worden. Bezüglich des Namens herrschte anfangs noch Uneinigkeit. Die NWE beabsichtigte den anfangs geplanten Namen Buer-Horst auf Grund der räumlichen Nähe zum Bahnhof Horst an der Westfälischen Emschertalbahn in Buer abzuändern. Die vorgeschlagene Variante Buer-Beckhausen fand ebenfalls keine Zustimmung. Auf Weisung des Ministers der öffentlichen Arbeiten wurde dann die Benennung in Buer verfügt, ab dem 1. Mai 1905 dann Buer Süd. Nach der Stilllegung des Abschnitts Bismarck – Sterkrade der Emschertalbahn im Jahr 1884 musste der gesamte Kohleverkehr der Zeche Hugo über den Bahnhof Buer abgefahren werden. Der Bahnhof erhielt daher Ende der 1880er Jahre weitere Aufstellgleise. Nach der erneuten Inbetriebnahme der Strecke zwischen den Bahnhöfen Bismarck, Hugo und Bottrop Süd 17 Jahre darauf ging das Frachtaufkommen um zwei Drittel zurück. Im gleichen Jahr ging die Straßenbahnstrecke Horst – Buer der Bochum-Gelsenkirchener Straßenbahnen AG (BOGESTRA) in Betrieb. Das Fahrgastaufkommen stieg hierdurch annähernd auf das Doppelte an.
Nach der Jahrhundertwende kamen weitere Gleisanschlüsse hinzu, die teilweise in Schmalspur ausgeführt wurden. Die Anschlüsse des Unternehmens Fröhlich & Knüpfel und der Emscherthaler Tonwerke gingen am 6. September 1910 in Betrieb. Bereits 1907 wurde der Streckenabschnitt Bismarck – Dorsten zweigleisig ausgebaut. Beim Ausbau wurde unter anderem die Beseitigung des Bahnübergangs mitsamt der Straßenbahnkreuzung gefordert. Die KED Essen wies die zahlreichen Anträge hierzu ab und bezog sich dabei lapidar auf die ablehnende Entscheidung des Ministeriums der öffentlichen Arbeiten, zumal eine Erhöhung der Zugzahlen nicht vorgesehen war. Mit dem Ausbau ging die Verlängerung der Überholgleise auf 600 Meter einher. 1908 wurde das hölzerne Empfangsgebäude aus der Eröffnungszeit durch einen im Jugendstil gehaltenen Massivbau ersetzt, der auch eine Dienstwohnung für den Bahnhofsvorsteher mit sechs Zimmern enthielt. Nach dem Ausbau verfügte der Bahnhof neben den beiden Hauptgleisen über sechs Aufstellgleise für die Zeche Hugo und drei Gleise im Bereich der Ladestraße. In Verlängerung von Gleis 3 entstand ein kleiner Ablaufberg.

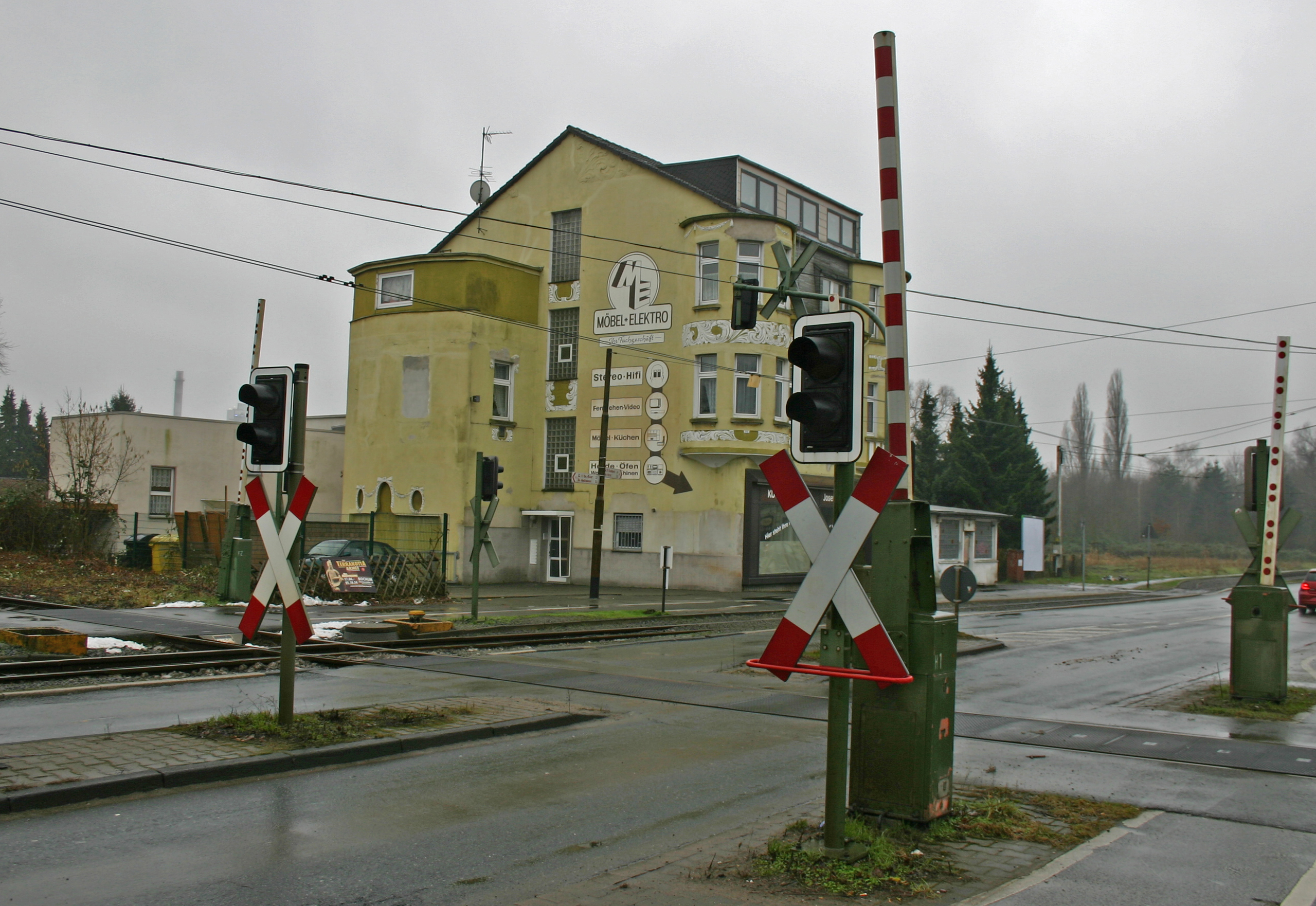
Bahnübergang Horster Straße, links vom Haus befand sich bis 1987 das Befehlsstellwerk Bf, 2015

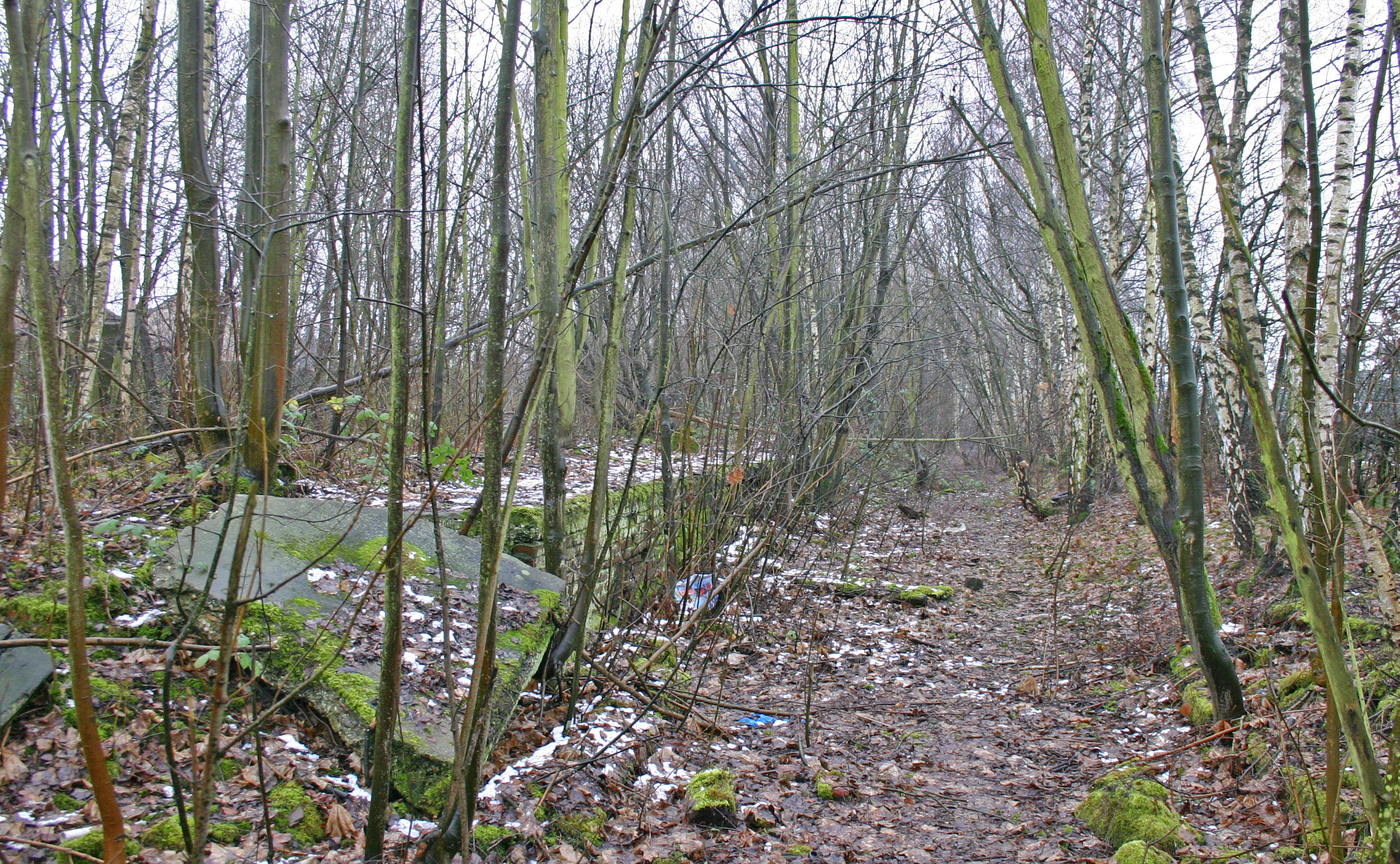
Überreste der Güterabfertigung mit den Ladegleisen, 2015

Ab 1903 kamen Pläne für eine von Essen ausgehende Nord-Süd-Verbindung über Buer und Marl nach Haltern auf. Im ersten Entwurf und in einem 1914 gesetzlich festgelegten Entwurf war eine Streckenführung über die Bahnhöfe Buer Nord und Buer Süd vorgesehen, bis 1969 wurde von dieser Strecke nur der Nordast (Gelsenkirchen-Buer Nord – Marl Lippe) verwirklicht. Im Jahr 1934 kam es zu Renovierungsarbeiten am Empfangsgebäude. Fahrkartenschalter und Schalterhalle erhielten einen neuen Anstrich, der Wartesaal 3. Klasse und die daran angeschlossene Ausschanktheke erhielten neue Fußböden. Die Vorhalle wurde zudem erweitert. 1938 wurde das Stellwerk Ot (später Bsw) in Höhe des Bahnübergangs in Betrieb genommen, es diente zur besseren Überwachung der Kreuzungsstelle.
Um 1950 wurde der Bahnhof in Gelsenkirchen-Buer Süd umbenannt. Am 1. Juli 1953 löste die Bundesbahndirektion Essen die Bahnmeisterei (Bm) in Buer Süd auf. Die der Bm unterstehenden Abschnitte Zweckel und Gladbeck Ost kamen zur Bm Gladbeck West, die übrigen Abschnitte zur Bm Gelsenkirchen-Bismarck. Nach dem Zweiten Weltkrieg wurde der Arbeitsplatz des Fahrdienstleiters in das Stellwerk Bsw (nun Bf) verlegt, der Weichenwärter versah seinen Dienst auf dem Stellwerk Bsf (nun Bw). Da von diesem Stellwerk aus kein Bahnübergang gesichert werden musste, konnte der Posten in den Schwachverkehrszeiten durchgeschaltet werden.
Mitte der 1960er Jahre schloss die Güterabfertigung in Buer Süd. Seit Aufgabe der Fahrkartenausgabe Ende der 1970er Jahre war der Bahnhof unbesetzt. Am 1. März 1979 wurde der Bahnhof als eigenständige Dienststelle aufgelöst und der Dienststelle Gelsenkirchen-Bismarck unterstellt. Mitte 1986 wurde das Anschlussgleis zur Zeche Hugo stillgelegt, nachdem die Kohlezüge seit 1981 entfielen. Zum 21. September 1986 wurde schließlich der Streckenabschnitt zwischen der Abzweigstelle Zweckel und Gelsenkirchen-Buer Süd auf ein Gleis reduziert. Hintergrund war der sechsstreifige Ausbau der Bundesautobahn 2 und der damit verbundene Neubau einer Eisenbahnüberführung. Die Deckung der Straßenbahnkreuzung wurde ab dem 25. Januar 1987 vom Relaisstellwerk Gbf in Gelsenkirchen-Bismarck übernommen, womit die beiden Stellwerke Bf und Bw entfallen konnten; gleichzeitig konnte das zweite Streckengleis zwischen Gelsenkirchen-Buer Süd und der Abzweigstelle Gelsenkirchen Hugo außer Betrieb gehen. Anfang der 1990er Jahre wurde das Empfangsgebäude abgerissen.
Anfang 2015 wurde vom Bundeseisenbahnvermögen eine Zugangstreppe vom Haltepunkt zur westlich gelegenen Albert-Schweitzer-Straße wegen Baumängeln gesperrt. Die Stadt entschloss sich daher, eine zweite Treppe als Ersatzmaßnahme zu errichten. Ein barrierefreier Ausbau des Bahnsteigs ist hingegen nicht konkret vorgesehen, da der Haltepunkt auf Grund der geringen Fahrgastzahlen keine Priorität hat. Dies betrifft insbesondere die unzureichende Bahnsteighöhe von 38 cm; die Station ist von der Horster Str. stufenlos erreichbar. Im April 2023 wurde eine Verbesserung bei der Beleuchtung, Aufenthaltsqualität und vor allem ein um 40 cm erhöhter Bahnsteig angekündigt und im Herbst 2024 dann auch realisiert. Täglich nutzen etwa 150 Reisende die Station.

## Verkehr

### Schienenpersonenverkehr
Ab 1880 hielten zunächst drei Zugpaare in Buer-Horst. Die Züge verkehrten zwischen Essen und Winterswijk über Bismarck, Buer-Horst, Dorsten und Borken. Zwei der Zugpaare fuhren über Winterswijk hinaus nach Amsterdam. Mit Inkrafttreten des Winterfahrplans 1883/84 kam ein viertes Zugpaar hinzu. Die Züge wurden ab dieser Zeit in Richtung Süden teilweise nach Wanne verlängert. Das Angebot wurde im Laufe der Jahre weiter ausgebaut, so dass ab 1904 insgesamt neun Zugpaare durch Buer-Horst fuhren, davon sieben zwischen Essen und Winterswijk und zwei zwischen Bismarck und Dorsten.
Mit Beginn des Ersten Weltkriegs kam die Strecke bedingt durch ihre grenznahe Lage unter militärische Verwaltung. Der internationale Verkehr nach den Niederlanden wurde sofort nach Kriegsbeginn eingestellt. Zwischen Dorsten und Gelsenkirchen-Bismarck fuhren nach dem Militärfahrplan nunmehr fünf Zugpaare. Am 2. November 1914 übernahm die KED Essen wieder die Betriebsführung und passte den Fahrplan an. Es fuhren täglich acht Zugpaare von Wanne bis Borken, davon drei weiter bis Burlo und zwei Arbeiterzugpaare zwischen Wanne und Dorsten.
Infolge der Ruhrbesetzung durch Franzosen und Belgier blieb das Fahrplanangebot spärlich. Im Jahr 1927 verzeichnete der Fahrplan insgesamt zwölf Zugpaare auf dem Abschnitt zwischen Dorsten und Gelsenkirchen-Bismarck. Die meisten Personenzüge in Richtung Essen wurden ab dieser Zeit über Gladbeck West und Bottrop Hbf geleitet, lediglich zwei Essener Zugpaare fuhren über Buer Süd und Gelsenkirchen-Bismarck. Da die Strecke nicht an den Gelsenkirchener Hauptbahnhof angebunden war, sollte nach Willen der RBD Essen die Strecke nur noch im Bezirks- und Lokalverkehr eine Rolle spielen. In den 1930er Jahren wurde die Strecke saniert und die Streckengeschwindigkeit erhöht. Das Fahrplanangebot sah nun 19 Zugpaare zwischen Borken und Bismarck vor, was einem annähernden Stundentakt entsprach. Bis 1941 waren die Züge in den Ruhrschnellverkehr integriert. Der Verkehr kam kriegsbedingt im Frühjahr 1945 zum Erliegen.
Ende 1945 verkehrten wieder die ersten Personenzüge über Buer Süd. Bis 1950 stieg das Angebot annähernd auf Vorkriegsniveau an. Durch die zunehmende Konkurrenz des Automobils stellte die Bundesbahn gegen Ende der 1950er Jahre die Verstärkerzüge zwischen Wanne-Eickel Hbf und Dorsten ein. Die Fahrgastzahlen nahmen bis in die 1980er-Jahre kontinuierlich ab, so dass die Bundesbahn 1984 die Gesamteinstellung des Verkehrs erwog. Ein Abkommen zwischen dem Land Nordrhein-Westfalen und der Bahn sicherte letztlich den Weiterbetrieb bis 1997 zu. Der Fahrplan sah zu dieser Zeit einen Zwei-Stunden-Takt zwischen Wanne-Eickel und Dorsten vor. Der letzte durchgehende Zug nach Borken fuhr am 26. September 1987.
Mit Einführung des integralen Taktfahrplans erhielt die Verbindung die Liniennummer RB 43. Die Linie fährt seitdem im Stundentakt und wird über Wanne-Eickel hinaus bis Dortmund Hauptbahnhof über Castrop-Rauxel Süd durchgebunden. Die Deutsche Bahn beziehungsweise DB Regio betrieb die Linie bis 2006, danach bediente die NordWestBahn den Haltepunkt. Seit 2015 fährt DB Regio hier wieder.
| Linie | Linienverlauf | Takt   | Betreiber    |
| ----- | --- | ------ | ------------ |
| RB 43 | Emschertal-Bahn: Dorsten – Feldhausen – Gladbeck-Zweckel – Gladbeck Ost – Gelsenkirchen-Buer Süd – Gelsenkirchen Zoo – Wanne-Eickel Hbf – Herne – Herne-Börnig – Castrop-Rauxel Süd – Castrop-Rauxel-Merklinde – Dortmund-Bövinghausen – Dortmund-Lütgendortmund Nord – Dortmund-Marten – Dortmund-Rahm – Dortmund-Huckarde Nord – Dortmund Hbf Stand: Fahrplanwechsel Dezember 2021 | 60 min | DB Regio NRW |

### Schienengüterverkehr
Auf der Strecke fuhren ab 1880 täglich drei Güterzugpaare, die bald um zwei weitere Zugpaare ergänzt wurden. Am 23. November 1880 ging die Verbindungskurve zur Zeche Hugo in Betrieb, die dem Bahnhof ein enormes Frachtaufkommen bescherte. Im Eingang war vor allem Grubenholz für die Zeche zu verzeichnen. Nach 1945 bis in die 1960er Jahre waren täglich etwa vier Nahgüterzugpaare zwischen Gelsenkirchen-Bismarck und Borken im Einsatz. Diese waren auch für den Abtransport der Kohlewagen nach Dorsten zuständig, wo die einzelnen Wagengruppen nach den Laufrichtungen getrennt wurden. Mit der Bildung der Ruhrkohle AG wurde der Ganzzugverkehr ausgeweitet und nur noch Kohlesonderzüge über Buer Süd abgefahren. Lediglich an Sonntagen fuhren die Kohlezüge über Buer Süd ab, da im Bahnhof Hugo Betriebsruhe herrschte. Mit der Inbetriebnahme des Relaisstellwerks Gbf in Gelsenkirchen-Bismarck am 13. Dezember 1981 endete dieses Kapitel, da der Bahnhof Hugo von Gbf aus ferngestellt wurde.

### Öffentlicher Personennahverkehr

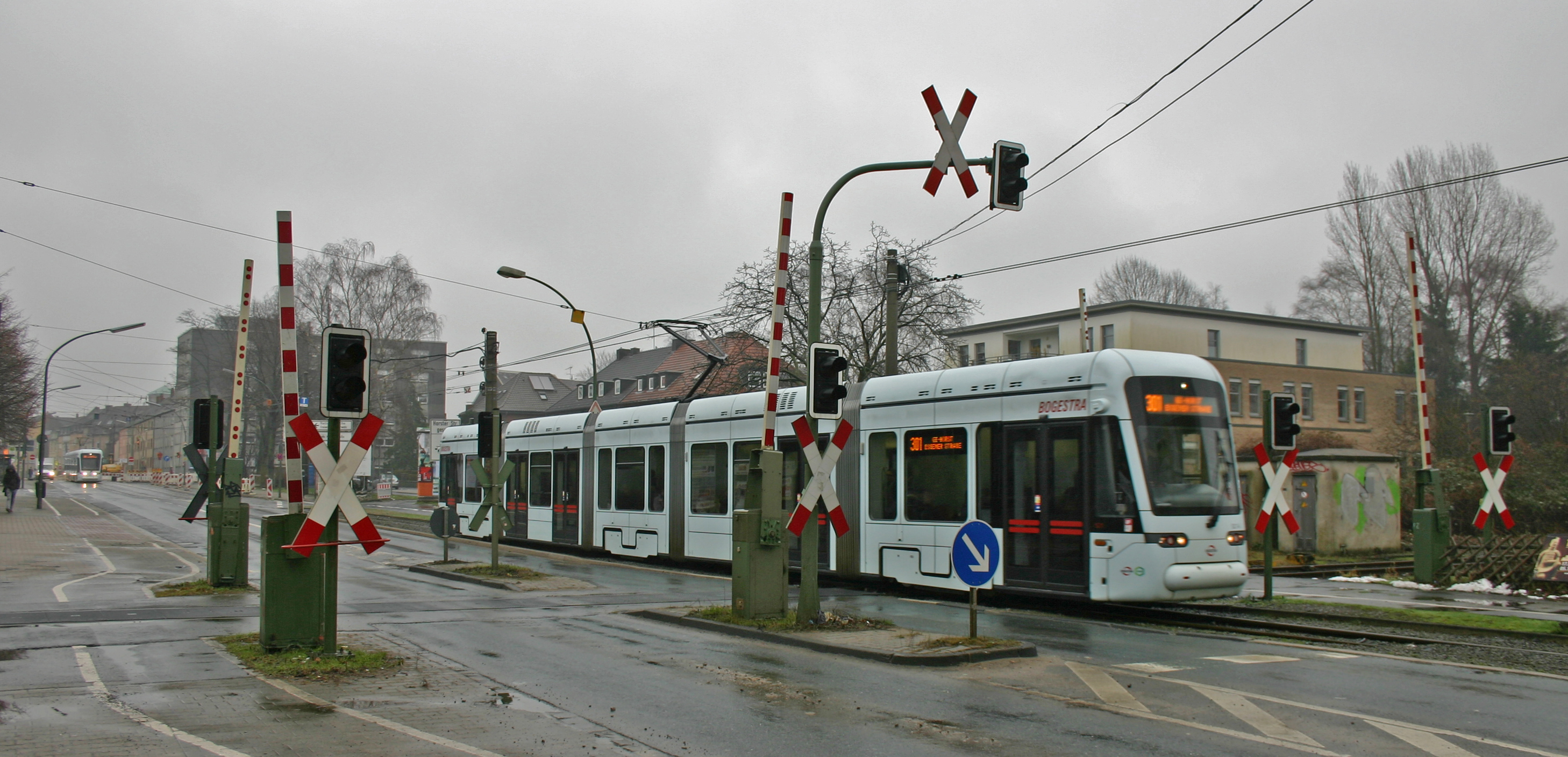
Triebwagen der Linie 301 beim Passieren des Bahnübergangs auf der Fahrt nach Gelsenkirchen-Horst, 2015

Seit dem 24. August 1901 kreuzt die Strecke Buer – Horst der Bochum-Gelsenkirchener Straßenbahn eingleisig die Niederländisch-Westfälische Bahn im Zuge der Horster Straße. Die Haltestelle Gelsenkirchen-Buer Süd Bahnhof befindet sich nördlich des Bahnübergangs und wird von der Straßenbahnlinie 301 (Gelsenkirchen-Horst, Essener Straße – Gelsenkirchen Hbf) angefahren. Ferner hält abseits in der Flurstraße die Buslinie 342.
| Linie | Verlauf | Takt (Mo–Fr)                                                |
| ----- | --- | ----------------------------------------------------------- |
| 301   | Gelsenkirchen-Horst Essener Str. – Schloss Horst – Buerer Str. – Gelsenkirchen-Buer Süd Bf – Beckhausen - Buer Rathaus/Kunstmuseum – Erle – ZOOM Erlebniswelt – U Trinenkamp – U Bergwerk Consolidation – U Bismarckstraße – U Leipziger Straße – U Musiktheater – U Heinrich-König-Platz – U Gelsenkirchen Hbf | 7/8 min                                                     |
| 342   | Gelsenkirchen, Westf. Hochschule – Schaffrath – Beckhausen – Gelsenkirchen-Buer Süd Bf – Sutum – Erle, Emscherstr. – (Erle, Marktstr. –) (nur stündlich) Erle, Forsthaus – (ZOOM Erlebniswelt –) (nur sonn- und feiertags) Freizeitbad Wananas – Wanne-Eickel Hbf (fährt weiter als Linie 384)                  | 30 min (Hochsch.–Forsthaus) 60 min (Forsthaus–Wanne-Eickel) |
| NE14  | Gelsenkirchen-Buer Rathaus – (Schaffrath →) Beckhausen – Gelsenkirchen-Buer Süd Bf – Buerer Str. – Schloss Horst – Heßler – Gelsenkirchen-Feldmark – Gelsenkirchen Hbf – Gelsenkirchen-Neustadt – Rotthausen – Rotthausen Landschede                                                                            | 60 min                                                      |